# Bentley T1
Bentley T1 – samochód osobowy klasy luksusowej produkowany pod brytyjską marką Bentley w latach 1965-1977 oraz jako Bentley T2 w latach 1977-1980.

## Historia i opis modelu

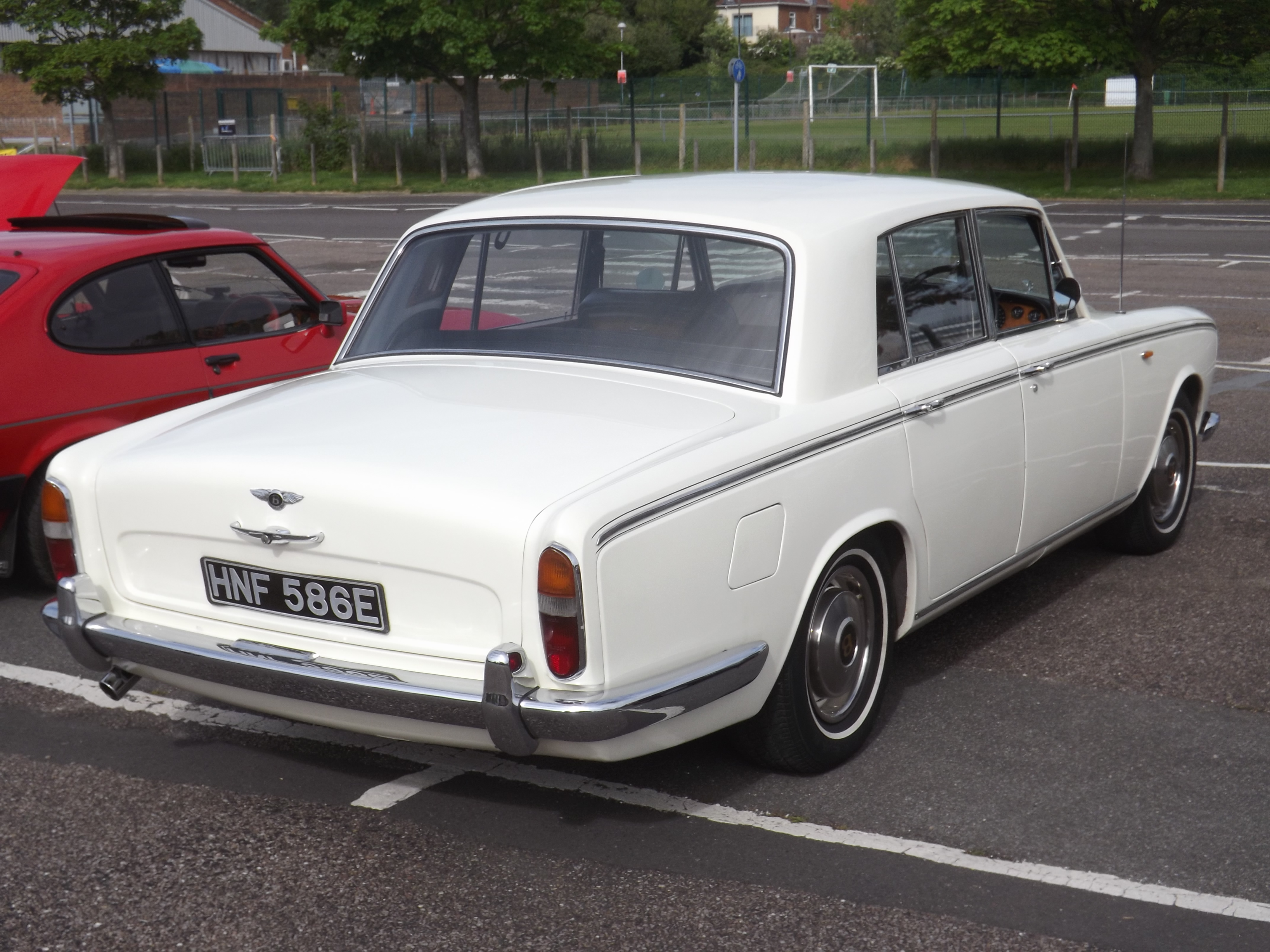
Bentley T1 - tył

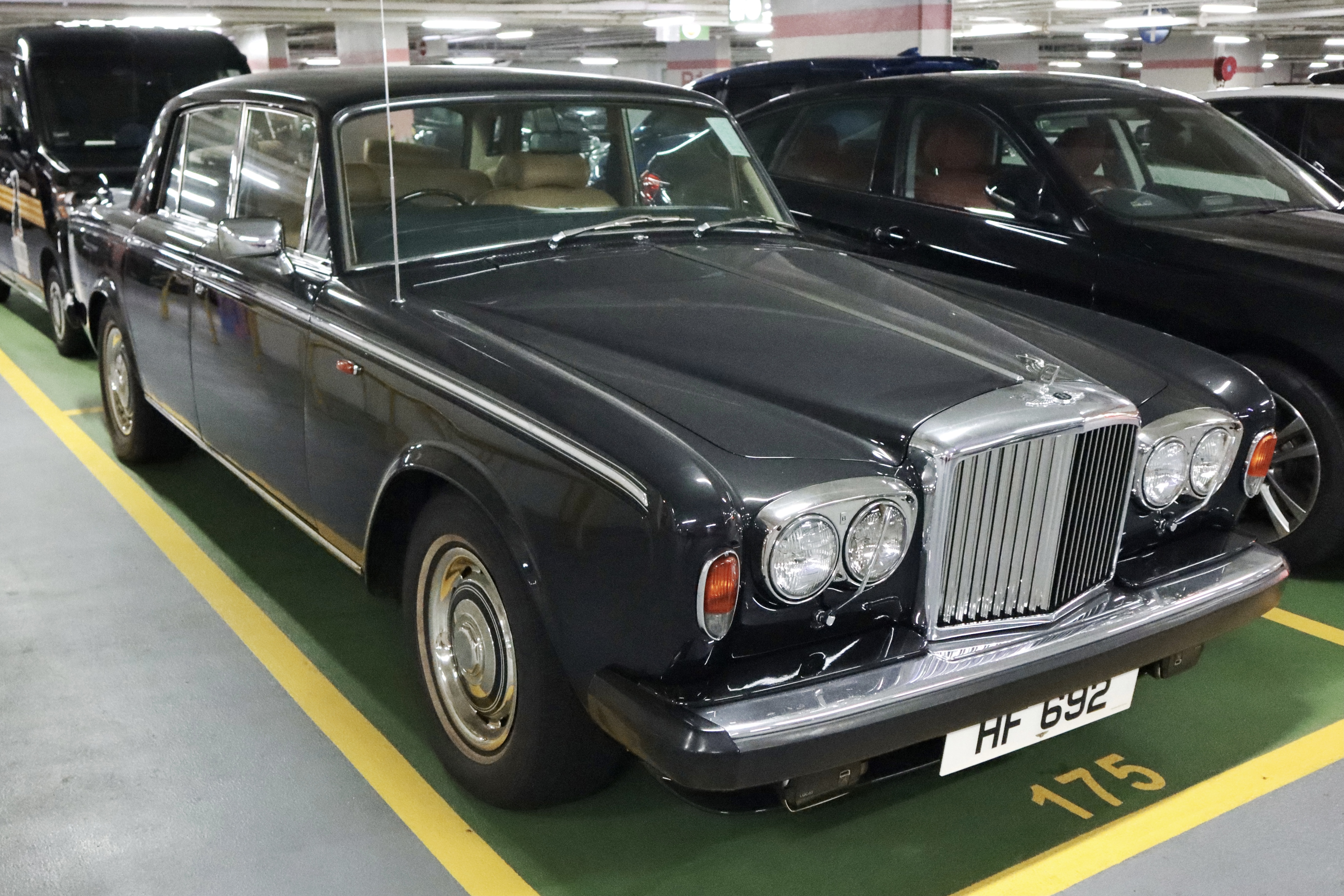
Bentley T2

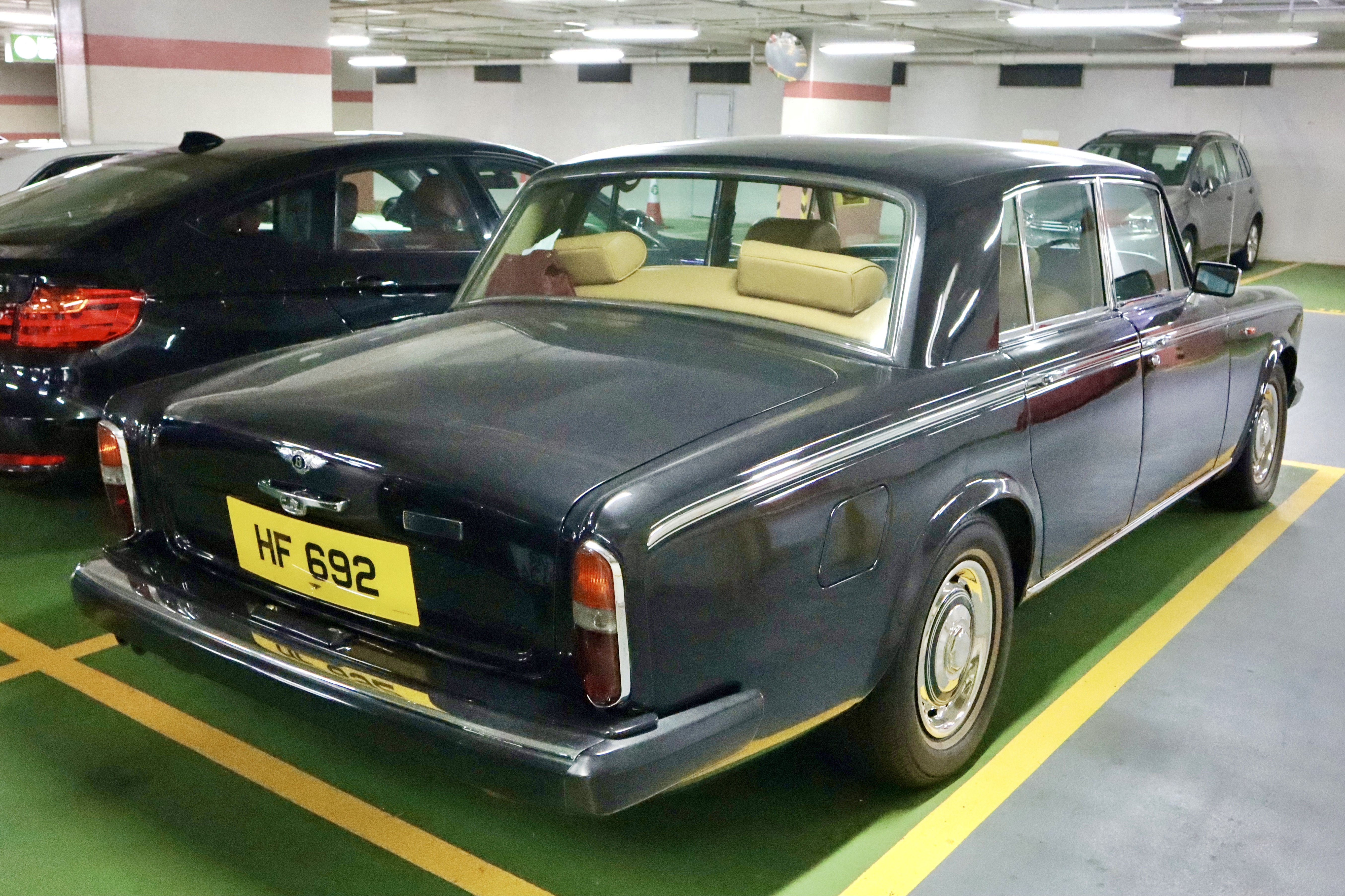
Bentley T2 - tył

Samochód zadebiutował jako T1, powstając jako następca dla Bentleya S3 i będąc opartym na bliźniaczym Rolls-Roysie Silver Shadow. Początkowo do napędu używano silnika V8 o pojemności 6,23, a od 1971 6,75 l. Moc przenoszona była na koła tylne poprzez 3- lub 4-biegową automatyczną skrzynię biegów. Został zastąpiony przez model Mulsanne.

### Dane techniczne ('65 V8 6.23)
- V8 6,23 l (6231 cm³), 2 zawory na cylinder, OHV
- Układ zasilania: dwa gaźniki
- Średnica × skok tłoka: 104,14 mm × 91,44 mm
- Stopień sprężania: 9,0:1
- Moc maksymalna: 190 KM (140 kW) przy 4500 obr./min
- Maksymalny moment obrotowy: 480 Nm przy 2500 obr./min

### Dane techniczne ('76 V8 6.75)
- V8 6,75 l (6750 cm³), 2 zawory na cylinder, OHV
- Układ zasilania: dwa gaźniki
- Średnica × skok tłoka: 104,14 mm × 99,06 mm
- Stopień sprężania: 8,0:1
- Moc maksymalna: 220 KM (162 kW) przy 4500 obr./min
- Maksymalny moment obrotowy: 530 Nm przy 2500 obr./min
- Prędkość maksymalna: 190 km/h